# Preludiul invaziei Rusiei în Ucraina (2021-2022)
Preludiul invaziei Rusiei în Ucraina (2021-2022) (parte a războiului ruso-ucrainean în desfășurare) a fost reprezentat de o criză internațională și o agresiune militară în desfășurare a Rusiei împotriva Ucrainei, care a început la 3 martie 2021 odată cu concentrarea de trupe rusești în apropierea granițelor Ucrainei și a escaladat la sfârșitul anului 2021 și la începutul anului 2022, când NATO nu a fost de acord cu cererea Kremlinului de a da garanții privind neaderarea viitoare a Ucrainei la alianța nord-atlantică. Criza a provocat tensiuni internaționale, implicând și NATO, Uniunea Europeană, Triunghiul Lublin, Comunitatea Statelor Independente și Organizația Tratatului de Securitate Colectivă.
La 24 martie 2021, președintele ucrainean Volodîmîr Zelenski a semnat Decretul 117/2021 prin care s-a aprobat „strategia de eliberare și reintegrare” a teritoriilor ocupate de ruși din Republica Autonomă Crimeea și orașul Sevastopol. În martie și aprilie 2021, Rusia a adunat aproximativ 100.000 de soldați și echipament militar în apropierea graniței sale cu Ucraina, reprezentând cea mai mare mobilizare de forțe de la anexarea Crimeei de către Rusia în 2014. Acest lucru a precipitat o criză internațională și a generat îngrijorări cu privire la o potențială invazie. Imaginile din satelit au arătat mișcări de trupe blindate, rachete și alte arme grele. Trupele au fost parțial îndepărtate până în iunie.  Criza a fost reînnoită în octombrie și noiembrie 2021, când peste 100.000 de soldați ruși au fost din nou masați lângă graniță până în decembrie.
Criza în curs de desfășurare provine din războiul ruso-ucrainean care a început la 27 februarie 2014. În decembrie 2021, Rusia a avansat două proiecte de tratate care conțineau cereri cu așa-zise „garanții de securitate”, inclusiv o promisiune obligatorie din punct de vedere juridic că Ucraina nu se va alătura NATO, precum și o reducere a trupelor NATO și a echipamentelor militare din Europa de Est și a amenințat cu un răspuns militar nespecificat în cazul în care aceste cerințe nu vor fi îndeplinite pe deplin. Statele Unite și alți membri NATO au respins aceste cereri și au avertizat Rusia cu privire la sancțiuni economice sporite în cazul în care va invada în continuare Ucraina. Discuții diplomatice bilaterale dintre SUA și Rusia au avut loc în ianuarie 2022, dar acestea nu au reușit să dezamorseze criza.
Criza a fost descrisă de comentatori ca una dintre cele mai intense de după Războiul Rece.
În timpul unui apel telefonic din 27 ianuarie 2022, președintele Biden i-a reiterat președintelui ucrainean Zelenski că există o „posibilitate distinctă” ca Rusia să invadeze Ucraina în februarie, ceea ce s-a întâmplat la 24 februarie.

## Context
În februarie 1954, sub conducerea secretarului general al Partidului Comunist al URSS, Nikita Hrușciov, a avut loc transferul regiunii Crimeea din RSFS Rusă în RSS Ucraineană, ambele republici constitutive ale URSS. Această mișcare, care a fost adoptată oficial de Prezidiul Sovietului Suprem, a fost văzută la acea vreme ca un gest simbolic nesemnificativ, deoarece atât RSFS Rusă, cât și RSS Ucraineană răspundeau în fața conducerii URSS de la Moscova. În februarie 1991, cu unsprezece luni înainte de dizolvarea Uniunii Sovietice, un referendum a restaurat Crimeea ca Republică Autonomă Sovietică Socialistă, în cadrul RSS Ucraineană. În 1992, a devenit Republica Autonomă Crimeea în noua Ucraina independentă.
În ciuda faptului că era o țară independentă din 1991, ca fostă republică constitutivă a URSS, Ucraina a fost percepută de conducerea Federației Ruse ca făcând parte din sfera sa de influență. Iulian Chifu și coautorii săi au opinat că în 2009, în ceea ce privește Ucraina, Rusia a urmărit o versiune actualizată a Doctrinei Brejnev, care dictează că suveranitatea Ucrainei nu poate fi mai mare decât cea a statelor membre ale Pactului de la Varșovia înainte de dispariția sferei de influență sovietică.
După săptămâni de proteste în cadrul mișcării Euromaidan, președintele pro-rus Viktor Ianukovici și liderii opoziției parlamentare au semnat, la 21 februarie 2014, un acord de soluționare care a cerut organizarea de alegeri anticipate. A doua zi, Ianukovici a fugit de la Kiev înaintea unui vot de demitere care l-a deposedat de puterile sale de președinte. Liderii regiunilor estice de limbă rusă ale Ucrainei și-au declarat loialitatea continuă față de Ianukovici, provocând tulburările civile proruse din Ucraina din 2014. Tulburările s-au transformat în Războiul din Donbas, cu Regiunea Donețk și Regiunea Lugansk declarându-și independența, precum și anexarea Crimeii de către Federația Rusă în 2014.
În iulie 2021, președintele rus Vladimir Putin a publicat un eseu intitulat „Despre unitatea istorică a rușilor și ucrainenilor”, în care și-a reafirmat punctul de vedere că rușii și ucrainenii sunt „un singur popor”. Istoricul Timothy Snyder a descris ideile lui Putin ca fiind imperialism. Edward Lucas a descris-o ca fiind revizionistă. Alți observatori au concluzionat că cei din conducerea rusă au o viziune distorsionată asupra Ucrainei moderne și a istoriei sale.
Rusia a spus că o posibilă aderare a Ucrainei la NATO și extinderea NATO în general îi amenință securitatea națională. La rândul lor, Ucraina și alte țări europene învecinate cu Rusia l-au acuzat pe Putin că încearcă să restaureze Imperiul Sovietic și că urmărește politici militariste agresive.

## Cronologie

### 3 martie – 22 aprilie 2021
La 3 martie 2021, separatiștii din autoproclamata Republică Populară Donețk au raportat că li s-a acordat permisiunea de a folosi „foc preventiv pentru distrugere” asupra pozițiilor militare ucrainene. Leonid Kravchuk, liderul Delegației Ucrainei la Grupul Trilateral de Contact, a condamnat declarațiile ca o încălcare a acordurilor de la Minsk.
La 16 martie, patrula de frontieră a Ucrainei din regiunea Sumî  a observat un elicopter Mil Mi-8 care zbura dinspre Rusia, pătrunzând la aproximativ 50 de metri pe teritoriul ucrainean, înainte de a se întoarce în spațiul aerian rus.
La 30 martie, generalul colonel Ruslan Khomchak, comandantul șef al Forțelor Armate ale Ucrainei, a dezvăluit rapoarte ale serviciilor de informații care sugerează o acumulare militară a Forțelor Armate Ruse la granița Ucrainei în pregătirile pentru exercițiul Zapad 2021.
În octombrie, o dronă Bayraktar TB2 a fost folosită pentru prima dată în luptă în timpul războiului, vizând o poziție de artilerie separatistă rusă, distrugând un obuzier D-30 de 122 mm și oprind bombardamentul asupra trupelor ucrainene în apropiere de Hranitne, Raionul Volnovaha, Donețk.
Începând cu 16 martie, NATO a început o serie de exerciții militare cunoscute sub numele de Defender Europe 2021. Exercițiul militar, unul dintre cele mai mari exerciții militare conduse de NATO din Europa de zeci de ani, a inclus operațiuni aproape simultane în peste 30 de zone de antrenament din 12 țări, implicând 28.000 de militari din 27 de națiuni. Rusia a criticat NATO pentru că a organizat Defender Europe 2021 și a desfășurat trupe la granițele sale de vest pentru exerciții militare ca răspuns la activitățile militare ale NATO.
La 24 martie, președintele ucrainean Volodîmîr Zelenski a semnat Decretul 117/2021 prin care s-a aprobat „strategia de eliberare și reintegrare” a teritoriilor ocupate de ruși din Republica Autonomă Crimeea și orașul Sevastopol.
La 22 aprilie 2021, ministrul rus al Apărării, Serghei Șoigu, a anunțat finalizarea exercițiilor militare cu trupele Armatei a 58-a și a 41-a și că Diviziile Aeropurtate a 7-a, a 76-a și a 98-a de Gardă revin în bazele permanente până la 1 mai după inspecții în districtele militare din sud și din vest. Echipamentele de la unitatea de antrenament Pogonovo urmau să rămână pentru exercițiul militar anual cu Belarus programat în septembrie 2021.

### 11 octombrie 2021 - 24 februarie 2022
La 11 octombrie, vicepreședintele Consiliului de Securitate al Rusiei, Dmitri Medvedev, a publicat un articol în Kommersant, în care a susținut că Ucraina este un „vasal” al Occidentului și că, prin urmare, nu are sens ca Federația Rusă să încerce să dialogheze cu autoritățile ucrainene, pe care el le-a descris drept „slabe”, „ignorante” și „nesigure”. Kremlinul a precizat mai târziu că articolul lui Medvedev „se potrivește la unison” cu viziunea Rusiei asupra actualului guvern ucrainean.
În noiembrie 2021, Ministerul rus al Apărării a descris desfășurarea navelor de război americane în Marea Neagră drept o „amenințare la adresa securității regionale și a stabilității strategice”. Ministerul a declarat într-o declarație: „Scopul real din spatele activităților SUA în regiunea Mării Negre este explorarea teatrului de operațiuni în cazul în care Kievul încearcă să soluționeze conflictul din sud-est prin forță”.

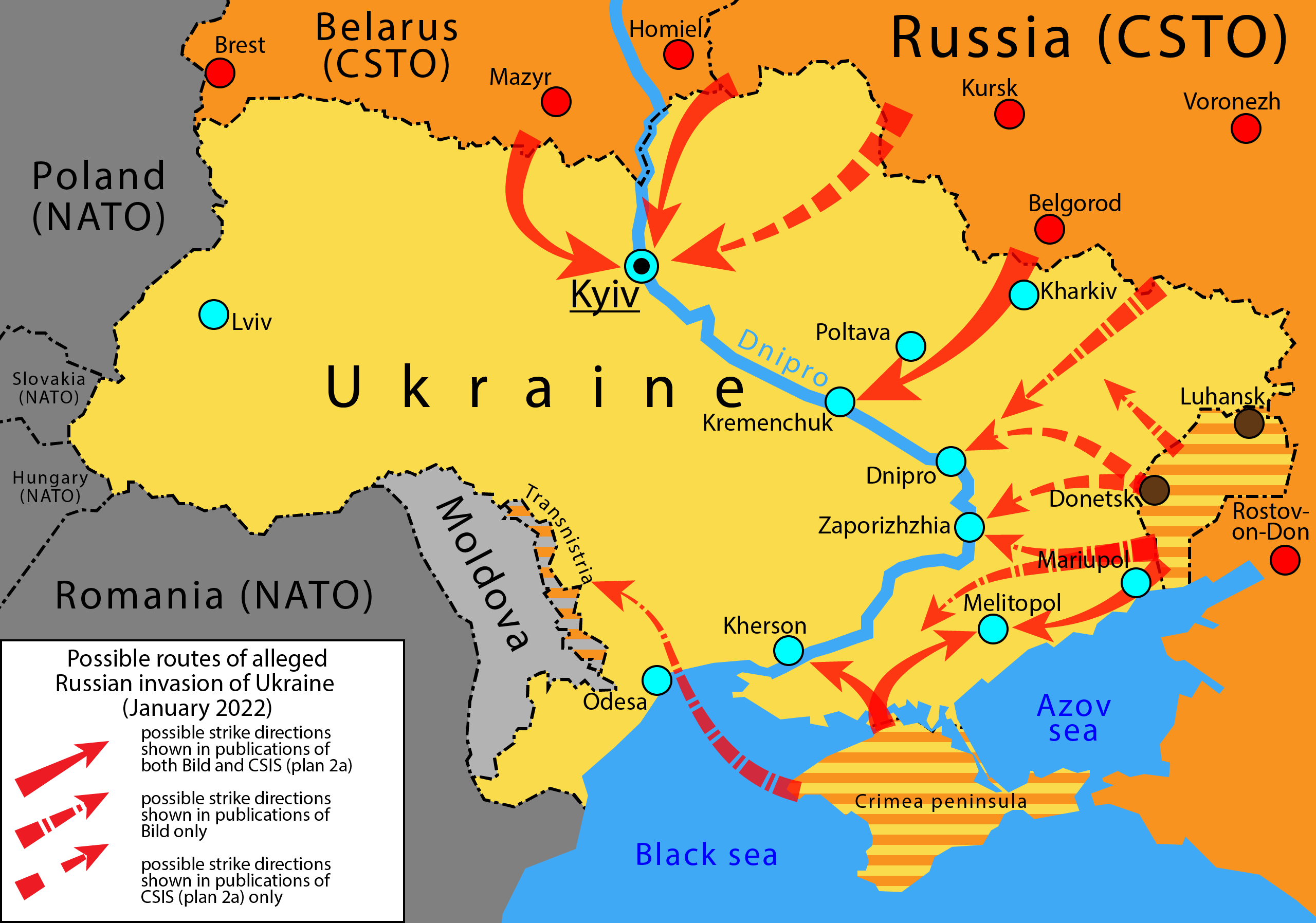
Hartă care arată două presupuse planuri rusești publicate separat de Bild și Centrul de Studii Strategice de Apărare și Securitate.

La 13 noiembrie 2021, președintele ucrainean a anunțat că Rusia a adunat din nou 100.000 de soldați în zona de graniță, un număr mai mare decât estimarea SUA de aproximativ 70.000. La începutul lunii noiembrie, rapoartele privind acumularea militară rusă i-au determinat pe oficialii americani să avertizeze UE că Rusia ar putea planifica o potențială invazie a Ucrainei.
2022
SUA s-au întâlnit la 12 ianuarie 2022 cu o delegație diplomatică rusă la Geneva, dar la sfârșitul întâlnirii între cele două părți s-au menținut dezacorduri majore.
NATO și Rusia au reluat la 12 ianuarie la Bruxelles dialogul în cadrul Consiliului NATO-Rusia. Ultimul Consiliu NATO-Rusia a avut loc la 5 iulie 2019, discuțiile de atunci axându-se pe Tratatul privind Forțele nucleare intermediare (INF) care și-a încetat efectele în august 2019, după retragerea SUA și Rusiei din pact. La 12 ianuarie 2022 la Bruxelles, Rusia și-a repetat din nou cererile sale, între care garanții constrângătoare din punct de vedere juridic din partea NATO că nu se va mai extinde și va renunța la orice activitate militară în Europa de Est și Ucraina. De asemenea Rusia a cerut retragere trupelor străine NATO prezente în România și Bulgaria.
La 26 ianuarie, Canada a decis repatrierea familiilor diplomaților săi aflați în post la Kiev, din cauza „desfășurării militare ruse” la frontiera ruso-ucraineană, după ce anterior, același lucru l-au făcut Statele Unite și Regatul Unit. Însă, Uniunea Europeană, susține prin vocea Înaltului Reprezentant pentru Afaceri Externe și Politică de Securitate Josep Borrell că situația nu trebuie „dramatizată” și că deocamdată nu ia nicio decizie, până nu primește mai multe informații de la partenerii americani.
La 26 ianuarie, secretarul general al NATO, Jens Stoltenberg, a refuzat cerințele Rusiei, în plus a cerut Rusiei să-și retragă forțele din Ucraina, Georgia și Republica Moldova.  După acest răspuns, Rusia a susținut la 27 ianuarie 2022 că SUA nu au luat în considerare cerințele sale de securitate. De asemenea, prima dată de la sfârșitul Războiului Rece, grupul de luptă al unui portavion american (USS Harry S. Truman) operează sub comandă NATO în Marea Mediterană în cadrul exercițiului „Neptune Strike 2022”.

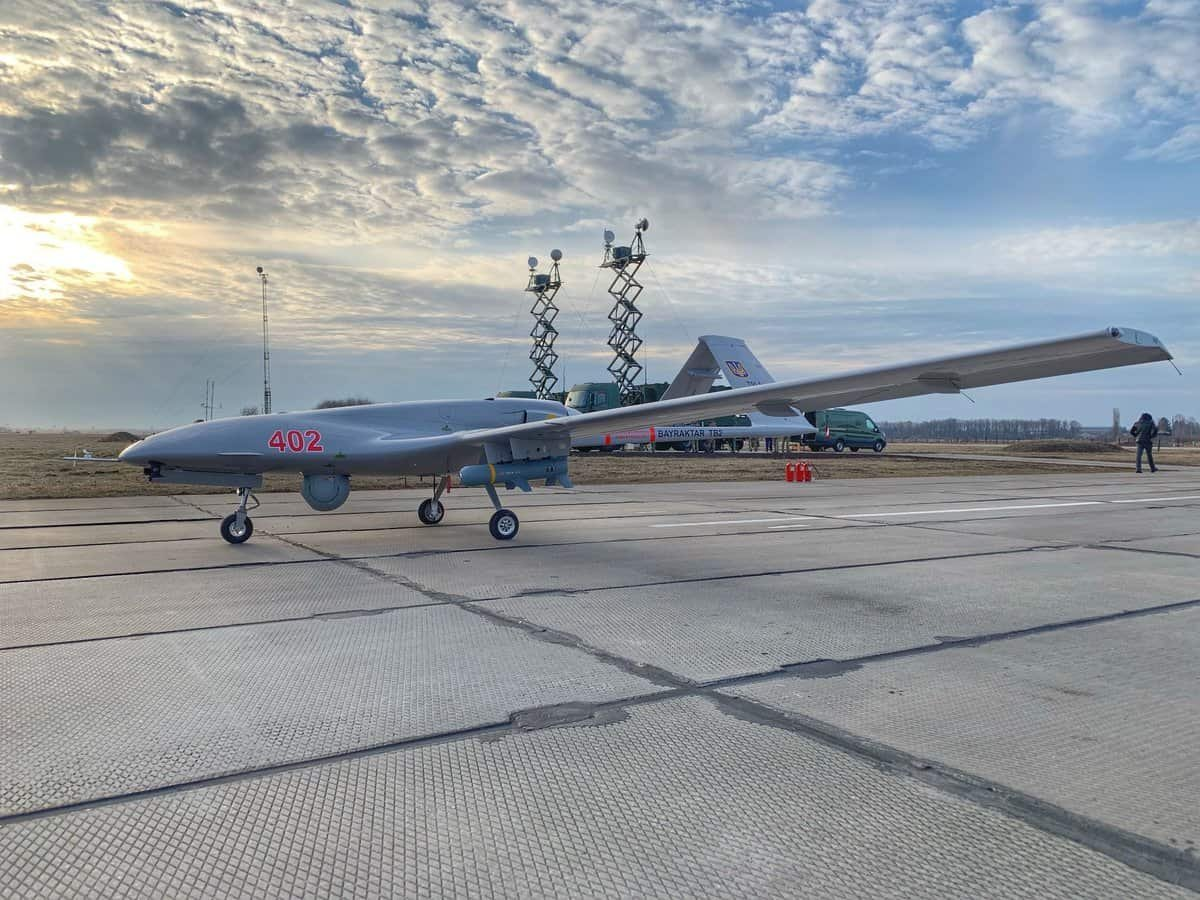
Drone Bayraktar

La 27 ianuarie, separatiștii pro-ruși din estul Ucrainei  au cerut Moscovei să le furnizeze armament pentru a lupta cu dronele Bayraktar (imagine) trimise anterior ucrainenilor de către Turcia.
Generalul american Mark Milley, Președinte al Șefilor de Stat Major, a declarat la 28 ianuarie că poziția Rusiei de-a lungul graniței cu Ucraina nu semăna cu nimic din ceea ce a văzut în timpul carierei sale militare de patru decenii. Milley a spus că rușii au desfășurat forțe aeriene, forțe navale, forțe speciale, elemente ale războiului electronic cibernetic, forțe de comandă și control, ingineri logistici și alte capacități de-a lungul graniței cu Ucraina. Secretarul Apărării Lloyd Austin a cerut Moscovei să reducă tensiunile prin îndepărtarea trupelor rusești și a echipamentelor militare de la granița comună.
La 1 februarie, Departamentul de Stat al SUA a anunțat că le-a ordonat angajaților guvernamentali și familiilor acestora să părăsească Belarus, pe fondul tensiunilor continue dintre Rusia și Ucraina. La 2 februarie, Secretarul de presă al Pentagonului, John Kirby, a anunțat că Pentagonul va desfășura 3.000 de soldați în Europa de Est pentru a-și apăra aliații și a contracara agresiunea Rusiei împotriva Ucrainei.
La  10 februarie, Ucraina a afirmat că exercițiile marinei ruse în Marea Neagră și Marea Azov au făcut navigația „practic imposibilă”, precizând că exercițiile fac parte dintr-un „război hibrid” împotriva țării. Ministrul de externe Dmytro Kuleba spune că Marea Azov este complet blocată, blocând în esență porturile ucrainene. Rusia și Belarus au început un exercițiu militar de 10 zile. Statele Unite și NATO denunță exercițiul, NATO numind-o cea mai mare desfășurare de trupe rusești de la Războiul Rece.
La 17 februarie, guvernul ucrainean i-a acuzat pe separatiștii ruși că au bombardat cu artilerie o grădiniță din Stanîcino-Luhanske, Regiunea Luhansk, rănind trei civili. Republica Populară Lugansk a spus că forțele sale au fost atacate de armata ucraineană cu mortiere, lansatoare de grenade și foc de mitralieră. Cel puțin 32 de obuze ar fi lovit orașul, provocând pene de curent și distrugând mai multe structuri.
La 18 februarie, Republica Populară Donețk și Republica Populară Lugansk a ordonat evacuarea obligatorie a civililor din capitalele lor respective.
Până la 21 februarie, Rusia a desfășurat avioane de luptă, echipamente și un total de până la 190.000 de soldați la sud, la est și la nord de Ucraina.
La 22 februarie, Republica Populară Donețk și Republica Populară Lugansk au fost recunoscute de Rusia în cadrul actualelor granițele administrative ale regiunilor ucrainene Donețk și Lugansk. De asemenea, cancelarul german Olaf Scholz a suspendat procesul de autorizare a gazoductului Nord Stream 2.
La 24 februarie 2022, Rusia a început războiul în Ucraina.  Are loc un atac de amploare din mai multe direcții ale armatei ruse invadatoare.
La 24 februarie 2022, Ora 19:19, Rusia încearcă să cucerească insula Șerpilor. Sursa: ArtWeb.md, presa locala. 
La ora 23:00 Insula Șerpilor este sub controlul armatei ruse.

## Reacții

### Uniunea Statală

#### Rusia
Kremlinul a negat în repetate rânduri că are vreun plan de a invada Ucraina. Președintele rus Vladimir Putin a respins aceste temeri drept „alarmiste”. Serghei Narîșkin, directorul Serviciului de Informații Externe al Rusiei, a respins informațiile despre o posibilă invazie a Ucrainei, afirmând că este „propaganda rău intenționată a Departamentului de Stat al SUA”.
La 30 noiembrie 2021, președintele rus Vladimir Putin a declarat că o extindere a prezenței NATO în Ucraina, în special desfășurarea oricăror rachete cu rază lungă de acțiune capabilă să lovească orașe rusești sau sisteme de apărare antirachetă similare cu cele din România și Polonia, ar fi o „linie roșie” pentru Rusia. În ianuarie 2022, Nikolai Zhuravlev, vicepreședintele Consiliului Federației, a avertizat că Europa nu va primi gaze naturale, petrol și metale din Rusia dacă Rusia va fi sancționată și deconectată de la sistemul internațional de plăți SWIFT, în plus, o astfel de mișcare nu ar putea fi fezabilă deoarece ar necesita acordul tuturor țărilor care participă la acest sistem.

#### Belarus
Președintele Belarusului, Aleksandr Lukașenko, a declarat că țara sa „nu vrea război” și i-a amenințat pe toți cei care vor impune sancțiuni împotriva Belarusului și Rusiei, considerând militarii săi invincibili. El a mai declarat că va trimite „un întreg contingent al armatei belaruse” la granița cu Ucraina, pentru că „ucrainenii ar fi început deja să le atace trupele” (care fac un exercițiu comun cu armata rusă la granița cu Ucraina).

### Ucraina
Într-un interviu pentru ziarul francez Libération din aprilie 2021, ministrul de externe ucrainean Dmytro Kuleba a spus că concentrarea de trupe ruse în apropierea graniței cu Ucraina și deteriorarea situației din estul Ucrainei au fost cele mai grave de la atacul asupra marinarilor ucraineni în Strâmtoarea Kerci în noiembrie 2018.
În noiembrie 2021, Kyrylo Budanov, șeful serviciului de informații militare al Ucrainei, a declarat că Rusia se pregătește pentru un atac până la sfârșitul lunii ianuarie sau începutul lunii februarie 2022. La 25 ianuarie 2022, ministrul apărării Oleksii Reznikov a declarat că nu vede nicio amenințare imediată cu o invazie pe scară largă a Ucrainei de către Rusia; el a insistat că amenințarea nu a crescut semnificativ în ultimii opt ani, deoarece „armata rusă nu a format un grup de atac care să poată lansa o invazie”. Fostul ministru de externe ucrainean, Andrii Zagorodniuk, scrie că Rusia are încă prea puține grupuri de luptă și echipamente la graniță.

### State și organizații internaționale
- Albania și  Kosovo – Colonelul Ardian Lulaj al forțelor armate albaneze și șeful kosovar al comunicațiilor strategice, colonelul Sefer Isufi, ambii au declarat la începutul lunii decembrie 2021 că țările lor respective ar fi dispuse să desfășoare forțele armate albaneze și forțele de securitate din Kosovo într-o viitoare misiune în Ucraina, dacă SUA decid să conducă un astfel de efort.[135]
- Belgia - La 24 ianuarie, ministrul apărării, Michel Hofman, a declarat că forțele belgiene sunt în așteptare în Marea Baltică și sunt pregătite „să intervină într-un anumit interval de timp, dar astăzi este prea devreme pentru a spune unde și cum” va escalada situația.[136]
- Bulgaria - Președintele Bulgariei Rumen Radev a pledat la 7 ianuarie 2022 pentru o soluție diplomatică în cazul Ucrainei.[137] NATO a început supravegherea aeriană în Bulgaria în ianuarie 2022.[138] La 21 ianuarie 2022, ministrul bulgar de externe Kiril Petkov a condamnat cererea Rusiei ca Bulgaria să părăsească NATO și ca trupele NATO să fie retrase din Bulgaria și România, în timp ce președintele Rumen Radev a calificat declarația „inacceptabilă”.[139]
- Canada - În ianuarie 2022, prim-ministrul Canadei, Justin Trudeau, a declarat că Canada va acorda Ucrainei un împrumut de 120 milioane USD, dar nu va transfera echipamente militare.[140] Canada a trimis în ianuarie 2022 în Ucraina un mic contingent al forțelor sale speciale.[141]
- Cehia - Cehia intenționează să trimită Ucrainei 4.000 de obuze de artilerie în valoare de 1,5 milioane de euro.[142]
- China - Liderul chinez și secretarul general al PCC, Xi Jinping, a susținut cererea Rusiei ca Ucraina să nu adere niciodată la NATO.[143] La 14 ianuarie 2022, un purtător de cuvânt al Ministerului de Externe al Chinei a subliniat că toate țările ar trebui să respecte o rezoluție tradițională a armistițiului olimpic al ONU[144] „de la șapte zile înainte de începerea Jocurilor Olimpice până la șapte zile după încheierea Jocurilor Paralimpice”, referindu-se atât la viitoarele Jocuri Olimpice de iarnă de la Beijing din 2022, care vor avea loc între 4 februarie 2022 și 20 februarie 2022, precum și la viitoarele Jocuri Paralimpice de iarnă de la Beijing din 2022, care vor avea loc între 4 martie 2022 și 13 martie 2022.[145] Astfel, intervalul de timp de armistițiu propus de ONU ar începe la 28 ianuarie 2022 și s-ar încheia la 20 martie 2022. Ministrul de Externe al Chinei Wang Yi și secretarul de stat al SUA Antony Blinken au avut o convorbire telefonică la 26 ianuarie 2022. China a spus Statelor Unite că dorește ca toate părțile implicate în Ucraina să rămână calme și să evite creșterea tensiunii, în timp ce Statele Unite au avertizat asupra riscurilor mondiale de securitate și economice pe care le implică agresiunea rusă.[146] Delegatul Chinei la ONU, Zhang Jun, a solicitat la 21 februarie 2022 „tuturor părților” să dea  dovadă de reținere și să evite „alimentarea tensiunilor”, însă s-a abținut în a condamna recunoașterea de către Kremlin a regiunilor separatiste pro-ruse din estul Ucrainei.[147]
- Statele Unite -  Statele Unite au transmis Chinei că o agresiune rusă împotriva Ucrainei implică riscuri mondiale de securitate și economice.[148] Ambasada SUA la Kiev le transmite cetățenilor americani să ia în considerare plecarea din Ucraina.[149] SUA se așteaptă ca Rusia să atace probabil Ucraina până la jumătatea lunii februarie.[150] Președintele american a declarat că SUA ar putea trimite mai mulți militari în România și Polonia.[151]
- Croația - președintele Zoran Milanović a anunțat la 25 ianuarie 2022 că țara sa își va retrage toate trupele din NATO dacă Rusia va invada Ucraina.[152] Cu toate acestea, premierul Andrej Plenković le-a cerut scuze ucrainenilor pentru afirmațiile „scandaloase” făcute de președintele Milanović.[153][154]
- Franța - Franța caută o soluție diplomatică la criza din Ucraina.[155] Statul francez intenționează să trimită trupe în România  în cadrul misiunilor NATO.[156][157]
- Germania - Germania a anunțat că va oferi Ucrainei 5000 căști militare de protecție,[158][159][160] dar preferă folosirea diplomației în soluționarea crizei.[161]
- Polonia - Ministrul de externe Zbigniew Rau a avertizat că Europa este mai aproape de război decât oricând în ultimii 30 de ani.[162][163]
- Regatul Unit - Regatul Unit a acuzat Rusia că încearcă să instaleze un lider pro-rus la Kiev. Moscova a cerut Londrei să nu mai răspândească asemenea absurdități.[164]

- Turcia - Președintele Recep Tayyip Erdogan a declarat că l-a invitat pe omologul rus Vladimir Putin în Turcia în baza unei propuneri de a găzdui ambele părți pentru a găsi o soluție diplomatică și o cale spre pace.[165][166] Turcia a calificat la 22 februarie 2022 drept „inacceptabilă” decizia Rusiei de a recunoaște regiunile ucrainene Donețk și Lugansk ca republici independente.[167]

- Țările Baltice -  Lituania și  Letonia vor pune la dispoziția Kievului sisteme portabile de rachete antiaeriene Stinger, iar  Estonia va furniza gratis proiectile pentru sistemele antitanc Javelin.[168][169]
- Ungaria - Ministrul de externe Peter Szijjarto a declarat că țara sa nu va sprijini Ucraina, întrucât drepturile minorității maghiare nu sunt respectate de Kiev, care a insistat că Ungaria susține o relație de „respect reciproc“ cu Moscova.[170][171][172]